# Општина Санта Круз де Хувентино Росас (Гванахуато)
Санта Круз де Хувентино Росас (шп. Santa Cruz de Juventino Rosas) општина је у Мексику у савезној држави Гванахуато. Општина се налази на надморској висини од 1758 м.

## Становништво
Према подацима из 2010. у општини је живело 79214 становника.

### Хронологија
| Година       | 2000                  | 2005                  | 2010                  |
| ------------ | --------------------- | --------------------- | --------------------- |
| Становништво | 65479 (31373 / 34106) | 70323 (33077 / 37246) | 79214 (37921 / 41293) |

### Попис
| \| \| м \| \| \| ж \| \| 0—2 \| 2.650 \| \| \| 2.575 \| \| 3—5 \| 2.524 \| \| \| 2.530 \| \| 6—11 \| 5.165 \| \| \| 5.237 \| \| 12—14 \| 2.574 \| \| \| 2.426 \| \| 15—17 \| 2.503 \| \| \| 2.614 \| \| 18—24 \| 4.929 \| \| \| 5.730 \| \| 60+ \| 3.087 \| \| \| 3.432 \| \| Просек : \| 27,1 \| \| \| 28,1 \| |       |  |  |       |
| |       |  |  |       |
| | м     |  |  | ж     |
| 0—2 | 2.650 |  |  | 2.575 |
| 3—5 | 2.524 |  |  | 2.530 |
| 6—11 | 5.165 |  |  | 5.237 |
| 12—14 | 2.574 |  |  | 2.426 |
| 15—17 | 2.503 |  |  | 2.614 |
| 18—24 | 4.929 |  |  | 5.730 |
| 60+ | 3.087 |  |  | 3.432 |
| Просек : | 27,1  |  |  | 28,1  |

| #   | Индикатор                                                                                        | Вредност |
| --- | ------------------------------------------------------------------------------------------------ | -------- |
| 1   | Становништво од 0 до 2 године                                                                    | 5225     |
| 2   | Мушко становништво од 0 до 2 године                                                              | 2650     |
| 3   | Женско становништво од 0 до 2 године                                                             | 2575     |
| 4   | Становништво са 3 и више година                                                                  | 73808    |
| 5   | Мушко становништво са 3 и више година                                                            | 35180    |
| 6   | Женско становништво са 3 и више година                                                           | 38628    |
| 7   | Становништво са 5 и више година                                                                  | 70419    |
| 8   | Мушко становништво са 5 и више година                                                            | 33497    |
| 9   | Женско становништво са 5 и више година                                                           | 36922    |
| 10  | Становништво са 12 и више година                                                                 | 58352    |
| 11  | Мушко становништво са 12 и више година                                                           | 27491    |
| 12  | Женско становништво са 12 и више година                                                          | 30861    |
| 13  | Становништво са 15 и више година                                                                 | 53352    |
| 14  | Мушко становништво са 15 и више година                                                           | 24917    |
| 15  | Женско становништво са 15 и више година                                                          | 28435    |
| 16  | Становништво са 18 и више година                                                                 | 48235    |
| 17  | Мушко становништво са 18 и више година                                                           | 22414    |
| 18  | Женско становништво са 18 и више година                                                          | 25821    |
| 19  | Становништво од 3 до 5 година                                                                    | 5054     |
| 20  | Мушко становништво од 3 до 5 година                                                              | 2524     |
| 21  | Женско становништво од 3 до 5 година                                                             | 2530     |
| 22  | Становништво од 6 до 11 година                                                                   | 10402    |
| 23  | Мушко становништво од 6 до 11 година                                                             | 5165     |
| 24  | Женско становништво од 6 до 11 година                                                            | 5237     |
| 25  | Становништво од 8 до 14 година                                                                   | 12044    |
| 26  | Мушко становништво од 8 до 14 година                                                             | 6041     |
| 27  | Женско становништво од 8 до 14 година                                                            | 6003     |
| 28  | Становништво од 12 до 14 година                                                                  | 5000     |
| 29  | Мушко становништво од 12 до 14 година                                                            | 2574     |
| 30  | Женско становништво од 12 до 14 година                                                           | 2426     |
| 31  | Становништво од 15 до 17 година                                                                  | 5117     |
| 32  | Мушко становништво од 15 до 17 година                                                            | 2503     |
| 33  | Женско становништво од 15 до 17 година                                                           | 2614     |
| 34  | Становништво од 18 до 24 године                                                                  | 10659    |
| 35  | Мушко становништво од 18 до 24 године                                                            | 4929     |
| 36  | Женско становништво од 18 до 24 године                                                           | 5730     |
| 37  | Женско становништво од 15 до 49 година                                                           | 22032    |
| 38  | Становништво са 60 и више година                                                                 | 6519     |
| 39  | Мушко становништво са 60 и више година                                                           | 3087     |
| 40  | Женско становништво са 60 и више година                                                          | 3432     |
| 41  | Однос између мушкараца и жена                                                                    | 91.83    |
| 42  | Становништво од нуле до 14 година                                                                | 25681    |
| 43  | Становништво од 15 до 64 године                                                                  | 48707    |
| 44  | Становништво од 65 година и више                                                                 | 4645     |
| 45  | Просечан број деце                                                                               | 2.59     |
| 46  | Становништво рођено у ентитету                                                                   | 76308    |
| 47  | Мушко становништво рођено у ентитету                                                             | 36482    |
| 48  | Женско становништво рођено у ентитету                                                            | 39826    |
| 49  | Становништво рођено у другом ентитету                                                            | 2176     |
| 50  | Мушко становништво рођено у другом ентитету                                                      | 1076     |
| 51  | Женско становништво рођено у другом ентитету                                                     | 1100     |
| 52  | Становништво од 5 година и више резидентно у ентитету у јуну 2005. године                        | 68127    |
| 53  | Мушко становништво старосног доба од 5 година и више, резидентно у ентитету у јуну 2005. године  | 31779    |
| 54  | Женско становништво старосног доба од 5 и више година, резидентно у ентитету у јуну 2005. године | 36348    |
| 55  | Становништво од 5 година и више које је живело у другом ентитету у јуну 2005. године             | 460      |
| 56  | Мушко становништво старије од 5 година које је живело у другом ентитету у јуну 2005. године      | 242      |
| 57  | Женско становништво старије од 5 година које је живело у другом ентитету у јуну 2005. године     | 218      |
| 58  | Становништво од 3 године и више које говори аутохтони језик                                      | 115      |
| 59  | Мушко становништво старо 3 године и више које говори аутохтони језик                             | 73       |
| 60  | Женско становништво старо 3 године и више које говори аутохтони језик                            | 42       |
| 61  | Становништво од 3 године и више које говори аутохтони језик и не говори шпански језик            | 0        |
| 62  | Мушко становништво старо 3 године и више које говори аутохтони језик и не говори шпански         | 0        |
| 63  | Женско становништво старо 3 године и више које говори аутохтони језик и не говори шпански језик  | 0        |
| 64  | Становништво старо 3 године и више које говори аутохтони језик и шпански                         | 41       |
| 65  | Мушко становништво старо 3 године и више које говори аутохтони језик и шпански                   | 24       |
| 66  | Женско становништво старо 3 године и више које говори аутохтони језик и шпански                  | 17       |
| 67  | Становништво од 5 година и више које говори аутохтони језик                                      | 109      |
| 68  | Становништво од 5 година и више које говори аутохтони језик и не говори шпански језик            | 0        |
| 69  | Становништво од 5 година и више које говори аутохтони језик и говори шпански језик               | 41       |
| 70  | Становништво у домородачким домаћинствима                                                        | 269      |
| 71  | Становништво са ограничењима у активностима                                                      | 3551     |
| 72  | Становништво са ограниченим ходањем или кретањем, горе или доле                                  | 2108     |
| 73  | Становници са ограничењима вида, чак и уз кориштење сочива                                       | 874      |
| 74  | Становништво са ограничењима говора, комуникације или конверзације                               | 311      |
| 75  | Становништво са ограниченим слухом                                                               | 329      |
| 76  | Становништво са ограничењима при одевању, купању или јелу                                        | 156      |
| 77  | Становништво са ограничењима у опажању или учењу једноставних ствари                             | 176      |
| 78  | Становништво са менталним ограничењима                                                           | 298      |
| 79  | Становништво без ограничења активности                                                           | 75268    |
| 80  | Становништво од 3 до 5 година које не похађа школу                                               | 2341     |
| 81  | Мушко становништво од 3 до 5 година које не похађа школу                                         | 1186     |
| 82  | Женско становништво од 3 до 5 година које не похађа школу                                        | 1155     |
| 83  | Становништво од 6 до 11 година које не похађа школу                                              | 285      |
| 84  | Мушко становништво од 6 до 11 година које не похађа школу                                        | 152      |
| 85  | Женско становништво од 6 до 11 година које не похађа школу                                       | 133      |
| 86  | Становништво од 12 до 14 година које не похађа школу                                             | 630      |
| 87  | Мушко становништво од 12 до 14 година које не похађа школу                                       | 353      |
| 88  | Женско становништво од 12 до 14 година које не похађа школу                                      | 277      |
| 89  | Становништво од 15 до 17 година похађа школу                                                     | 2517     |
| 90  | Мушко становништво од 15 до 17 година похађа школу                                               | 1168     |
| 91  | Женско становништво између 15 и 17 година живота у школи                                         | 1349     |
| 92  | Становништво од 18 до 24 године похађа школу                                                     | 1506     |
| 93  | Мушко становништво од 18 до 24 године похађа школу                                               | 691      |
| 94  | Женско становништво од 18 до 24 године похађа школу                                              | 815      |
| 95  | Становништво од 8 до 14 година које не може да чита и пише                                       | 475      |
| 96  | Мушко становништво старосног доба од 8 до 14 година које не може да чита и пише                  | 284      |
| 97  | Женско становништво старосног доби од 8 до 14 година које не може да чита и пише                 | 191      |
| 98  | Становништво од 15 година и више које је неписмено                                               | 6524     |
| 99  | Мушко становништво од 15 година и више које је неписмено                                         | 2835     |
| 100 | Женско становништво од 15 година и више које је неписмено                                        | 3689     |
| 101 | Становништво старо 15 и више година без школовања                                                | 7392     |
| 102 | Мушко становништво старо 15 и више година без школовања                                          | 3520     |
| 103 | Женско становништво старо 15 и више година без школовања                                         | 3872     |
| 104 | Становништво старосног доба 15 и више година са непотпуним основним образовањем                  | 10088    |
| 105 | Мушко становништво старосног доба од 15 година и више са непотпуном основним образовањем         | 4733     |
| 106 | Женско становништво старосног доба 15 и више година са непотпуном основним образовањем           | 5355     |
| 107 | Становништво старо 15 и више година са комплетним основним образовањем                           | 11252    |
| 108 | Мушко становништво старо 15 година и више са комплетним основним образовањем                     | 4924     |
| 109 | Женско становништво старо 15 и више година са комплетним основним образовањем                    | 6328     |
| 110 | Становништво старосног доба 15 и више година са непотпуним средњим образовањем                   | 2707     |
| 111 | Мушко становништво старосног доба од 15 година и више са непотпуним средњим образовањем          | 1517     |
| 112 | Женско становништво старосног доба од 15 година и више са непотпуним средњим образовањем         | 1190     |
| 113 | Становништво старо 15 и више година са пуним секундарном образовањем                             | 12171    |
| 114 | Мушко становништво старосног доба од 15 година и више са пуним секундарном образовањем           | 5738     |
| 115 | Женско становништво старосног доба од 15 година и више са пуним секундарном образовањем          | 6433     |
| 116 | Становништво старије од 18 година са постосновним образовањем                                    | 8572     |
| 117 | Мушко становништво старије од 18 година са постосновним образовањем                              | 4005     |
| 118 | Женско становништво старије од 18 година са постосновним образовањем                             | 4567     |
| 119 | Просечна оцена школовања                                                                         | 6.62     |
| 120 | Просечан ниво образовања мушке популације                                                        | 6.6      |
| 121 | Просечан ниво образовања женског становништва                                                    | 6.64     |
| 122 | Економски активно становништво                                                                   | 28384    |
| 123 | Економски активна мушка популација                                                               | 20700    |
| 124 | Економски активна женска популација                                                              | 7684     |
| 125 | Становништво које није економски активно                                                         | 29750    |
| 126 | Мушко становништво које није економски активно                                                   | 6646     |
| 127 | Женско становништво које није економски активно                                                  | 23104    |
| 128 | Запослено становништво                                                                           | 26269    |
| 129 | Запослено мушко становништво                                                                     | 18792    |
| 130 | Запослено женско становништво                                                                    | 7477     |
| 131 | Незапослена популација                                                                           | 2115     |
| 132 | Незапослена мушка популација                                                                     | 1908     |
| 133 | Незапослена женска популација                                                                    | 207      |
| 134 | Становништво без права на здравствене услуге                                                     | 25154    |
| 135 | Становништво које има право на здравствене услуге                                                | 53804    |
| 136 | Становништво које има право на ИМСС                                                              | 11467    |
| 137 | Становништво које има право на социјално осигурање                                               | 2799     |
| 138 | Становништво које има право на државно социјално осигурање                                       | 718      |
| 139 | Становништво које има право на опште осигурање или здравствено осигурање за нову генерацију      | 38607    |
| 140 | Становништво које је било једном или није било у браку током 12 година и више                    | 20758    |
| 141 | Венчано или уједињено становништво од 12 година и више                                           | 33991    |
| 142 | Становништво које је било у браку или уједињено 12 година и више                                 | 3546     |
| 143 | Становништво са католичком религијом                                                             | 75441    |
| 144 | Протестанти, еванђелисти и библијски следбеници различити од еванђелиста                         | 2571     |
| 145 | Становништво са другим религијама различитим од претходних                                       | 12       |
| 146 | Становништво без религије                                                                        | 838      |
| 147 | Укупно пописаних домаћинства                                                                     | 17101    |
| 148 | Пописна домаћинства на челу са мушкарцима                                                        | 13286    |
| 149 | Пописна домаћинства на челу са женама                                                            | 3815     |
| 150 | Становништво у пописним домаћинствима                                                            | 78990    |
| 151 | Становништво у пописним домаћинствима на челу са мушкарцима                                      | 63020    |
| 152 | Становништво у пописним домаћинствима на челу са женама                                          | 15970    |
| 153 | Укупно домаћинстава                                                                              | 20000    |
| 154 | Укупно насељених домаћинстава                                                                    | 17156    |
| 155 | Укупно приватних кућа                                                                            | 19945    |
| 156 | Насељени приватни домови                                                                         | 17101    |
| 157 | Укупно насељених приватних кућа                                                                  | 17151    |
| 158 | Ненасељене приватне куће                                                                         | 2177     |
| 159 | Појединачна домаћинства за привремену употребу                                                   | 667      |
| 160 | Становници у насељеним приватним кућама                                                          | 78990    |
| 161 | Насељеност станара у приватним становима                                                         | 4.62     |
| 162 | Просечно становника по соби у приватним насељеним домаћинствима                                  | 1.28     |
| 163 | Појединачна домаћинства са подовима од различитих материјала од земље                            | 15499    |
| 164 | Појединачна домаћинства у приземљу                                                               | 1568     |
| 165 | Појединачна домаћинства са једном спаваћом собом                                                 | 5284     |
| 166 | Појединачна домаћинства са две спаваће собе и више                                               | 11795    |
| 167 | Појединачна домаћинства са једним собом                                                          | 608      |
| 168 | Појединачна домаћинства са две собе                                                              | 3183     |
| 169 | Појединачна домаћинства са 3 собе и више                                                         | 13286    |
| 170 | Појединачна домаћинства која имају електрично светло                                             | 16732    |
| 171 | Појединачна домаћинства која немају електрично светло                                            | 350      |
| 172 | Појединачна домаћинства која имају водоводну воду у стамбеном простору                           | 15959    |
| 173 | Појединачна домаћинства која немају водоводну воду у стамбеном простору                          | 1109     |
| 174 | Појединачна домаћинства која имају тоалет                                                        | 15428    |
| 175 | Појединачна домаћинства која имају канализацију                                                  | 14591    |
| 176 | Појединачна домаћинства која немају канализацију                                                 | 2450     |
| 177 | Појединачна домаћинства која имају електрично светло, довод воде из јавне мреже и канализацију   | 13973    |
| 178 | Појединачна домаћинства без икаквих услова                                                       | 291      |
| 179 | Појединачна домаћинства која имају радио                                                         | 13627    |
| 180 | Појединачна домаћинства која имају телевизор                                                     | 16317    |
| 181 | Појединачна домаћинства која имају фрижидер                                                      | 14059    |
| 182 | Појединачна домаћинства која имају машину за веш                                                 | 10762    |
| 183 | Појединачна домаћинства која имају аутомобил или комби                                           | 6499     |
| 184 | Појединачна домаћинства која имају рачунар                                                       | 2214     |
| 185 | Појединачна домаћинства која имају фиксну телефонску линију                                      | 5407     |
| 186 | Појединачна домаћинства која имају мобилни телефон                                               | 8864     |
| 187 | Појединачна домаћинства која имају приступ интернету                                             | 1298     |